# 畑農鋭矢
畑農 鋭矢（はたの としや、1966年〈昭和41年〉9月 - ）は、日本の経済学者。専門は、公共経済学・財政学・マクロ経済学・応用計量経済学。学位は、博士（経済学）（一橋大学・論文博士・2004年）。明治大学商学部教授。新潟県出身。

## 略歴

### 学歴
- 1973年4月 横浜市立青葉台小学校入学
- 1979年3月 西宮市立瓦木小学校卒業
- 1982年3月 横浜市立野庭中学校卒業
- 1985年3月 神奈川県立柏陽高等学校卒業
- 1991年3月 一橋大学経済学部卒業
- 1993年4月 一橋大学大学院経済学研究科入学
- 1995年3月 一橋大学大学院経済学研究科修士課程修了
- 1998年3月 一橋大学大学院経済学研究科博士課程単位取得満期退学
- 2004年1月 博士（経済学）（一橋大学）

### 教職等
- 1991年4月 - 1991年8月 日本電信電話（NTT）
- 1997年10月 - 1998年2月 一橋大学経済学部ティーチング・アシスタント
- 1998年4月 - 1999年3月 一橋大学大学院経済学研究科助手(特別研究員)
- 1999年4月 - 2000年12月 千葉大学教育学部講師(社会科教室・経済学研究室)
- 2001年1月 - 2006年3月 千葉大学教育学部助教授
- 2001年4月 - 2001年9月 二松學舍大学国際政治経済学部非常勤講師
- 2001年8月 福島大学経済学部非常勤講師
- 2002年10月 - 2003年3月 慶應義塾大学法学部非常勤講師
- 2003年10月 - 2004年3月 慶應義塾大学法学部非常勤講師
- 2004年2月・5月・7月 国土交通省国土交通大学校柏研修センター「財政学」
- 2004年8月 千葉県免許法認定講習「経済学」
- 2004年9 - 10月 渋谷区立上原社会教育館 特別講座「入門・経済学」
- 2005年9月 福島大学経済学部非常勤講師
- 2006年4月 - 2007年3月 明治大学商学部助教授
- 2007年4月 - 2008年3月 明治大学商学部准教授
- 2008年4月 - 現在 明治大学商学部教授
- 2008年4月 - 2010年3月 慶應義塾大学法学部非常勤講師
- 2009年4月 - 2009年9月 一橋大学国際・公共政策大学院特任教授
- 2010年4月 - 2010年9月 一橋大学国際・公共政策大学院特任教授

### 研究職
- 2002年7月 - 2004年3月 財務省財務総合政策研究所主任研究官
- 2003年10月 - 2004年3月 財務総合政策研究所財政を巡る諸問題に関する研究会メンバー
- 2004年4月 - 現在 財務総合政策研究所特別研究官
- 2004年9月 - 2006年7月 経済産業研究所「最適負担に関する研究会」委員

### 審議会・研究会委員等
- 2002年4月 - 2003年3月 千葉ニュータウン都市廃棄物空気輸送事業検討会 委員
- 2003年9月 - 2004年3月 千葉県税財政研究会委員
- 2004年9月 - 2005年3月 千葉県税財政研究会委員

## 著書

### 単著
- 『財政赤字と財政運営の経済分析 -- 持続可能性と国民負担の視点』（有斐閣、2009年9月 ISBN 9784641163447）

### 共著
- 『財政学をつかむ』（畑農鋭矢、林正義、吉田浩 著）（有斐閣、2008年6月 ISBN 9784641177079）

### 分担執筆
- 『公共政策の新たな展開』（野口悠紀雄 編）（東京大学出版会、2005年3月 ISBN 4130402153）
  - 「異時点間の課税原理と財政赤字」
- 『財政赤字と日本経済』（貝塚啓明、財務省財務総合政策研究所 編）（有斐閣、2005年4月 ISBN 4641162344）
  - 「財政赤字の評価指標」（畑農鋭矢、貝塚啓明 著）
- 『政府の大きさと社会保障制度』（橘木俊詔 編）（東京大学出版会、2007年6月 ISBN 9784130402323）
  - 第1章「国民の受益・負担と政府の大きさ―アンケート調査の結果と計量分析」（畑農鋭矢、橘木俊詔、岡本章、川出真清、宮里尚三 著）
  - 第3章「望ましい財源調達手段」（畑農鋭矢、橘木俊詔、岡本章、川出真清、宮里尚三、島俊彦、石原章史 著）
  - 第7章「家計の行動と公共政策の効果―構造パラメータの検証と推定」（畑農鋭矢、山田昌弘 著）
- 『これが商学部!!』（明治大学商学部 編）（同文舘出版、2010年3月 ISBN 9784495639822）